# HMGB1
HMGB1 (англ. High mobility group box 1) – білок, який кодується однойменним геном, розташованим у людей на короткому плечі 13-ї хромосоми.  Довжина поліпептидного ланцюга білка становить 215 амінокислот, а молекулярна маса — 24 894.
| 10         |  | 20         |  | 30         |  | 40         |  | 50         |
| ---------- |  | ---------- |  | ---------- |  | ---------- |  | ---------- |
| MGKGDPKKPR |  | GKMSSYAFFV |  | QTCREEHKKK |  | HPDASVNFSE |  | FSKKCSERWK |
| TMSAKEKGKF |  | EDMAKADKAR |  | YEREMKTYIP |  | PKGETKKKFK |  | DPNAPKRPPS |
| AFFLFCSEYR |  | PKIKGEHPGL |  | SIGDVAKKLG |  | EMWNNTAADD |  | KQPYEKKAAK |
| LKEKYEKDIA |  | AYRAKGKPDA |  | AKKGVVKAEK |  | SKKKKEEEED |  | EEDEEDEEEE |
| EDEEDEDEEE |  | DDDDE      |  |            |  |            |  |            |

A: Аланін

C: Цистеїн

D: Аспарагінова кислота

E: Глутамінова кислота

F: Фенілаланін

G: Гліцин

H: Гістидин

I: Ізолейцин

K: Лізин

L: Лейцин

M: Метіонін

N: Аспарагін

P: Пролін

Q: Глутамін

R: Аргінін

S: Серин

T: Треонін

V: Валін

W: Триптофан

Задіяний у таких біологічних процесах як адаптивний імунітет, імунітет, вроджений імунітет, запальна відповідь, пошкодження ДНК, репарація ДНК, хемотаксис, рекомбінація ДНК, автофагія. 
Білок має сайт для зв'язування з ДНК. 
Локалізований у клітинній мембрані, цитоплазмі, ядрі, мембрані, хромосомах, ендосомах.
Також секретований назовні.